# Saint-Nicolas-des-Bois (Orne)
Saint-Nicolas-des-Bois é uma comuna francesa na região administrativa da Normandia, no departamento de Orne. Estende-se por uma área de 25,26 km². Em 2010 a comuna tinha 291 habitantes (densidade: 11,5 hab./km²).